# Tamarod
Tamarod (Arabisch: تـمـرد), vertaald Rebellie, is een grassrootsbeweging in Egypte. De handtekeningencampagne die ze startte op 28 april 2013 leidde tot massademonstraties, en op 3 juli tot de afzetting van president Morsi door het leger.

## Handtekeningencampagne
Het idee erachter  ontstond op 23 april 2013 en achter de oprichting staan vijf personen, waaronder met name Mahmoud Badr (woordvoerder en een voormalig coördinator van Kefaya) en Mohammed Abdel Aziz. Uiteindelijk werd er een beweging opgezet die bestaat uit een decentraal netwerk met een 35-koppig centraal bestuur en een groot aantal coördinatoren. De organisatie bestaat uit jonge mensen van wie er tijdens de oprichting niemand ouder was dan dertig jaar. De actiegroep had aanvankelijk geen politiek programma en is niet alleen actief in Caïro, maar ook in veel andere steden zoals Suez (Bassem Mohsen), Aswan en Kafr el Sheikh.
Op 28 april startte Tamarod een handtekeningencampagne waarmee de bevolking werd opgeroepen te tekenen voor het opzeggen van het vertrouwen in president Morsi. Het doel van de campagne was om 13,2 miljoen handtekeningen te verzamelen of meer dan 51% van de stemmen, het percentage dat Morsi had behaald in de presidentsverkiezingen van juni 2012. Op 28 juni 2013 kondigde de beweging aan inmiddels 22 miljoen handtekeningen te hebben opgehaald.

#### Campagneboodschap
Op de website van Tamarod, gaf de beweging de volgende boodschap aan Mohamed Morsi:
- We wijzen u af ... Omdat de Veiligheid nog steeds niet hersteld is
- We wijzen u af ... Omdat de armen nog steeds geen woning hebben
- We wijzen u af ... Omdat we nog steeds om leningen van het buitenland bedelen
- We wijzen u af ... Omdat de martelaren geen recht gedaan is
- We wijzen u af ... Omdat er geen zelfrespect overbleef voor mij noch voor mijn land
- We wijzen u af ... Omdat de economie ineengestort is en enkel nog afhankelijk is van bedelen
- We wijzen u af ... Omdat Egypte nog steeds de voetstappen van de V.S. volgt

## Afzetting Morsi

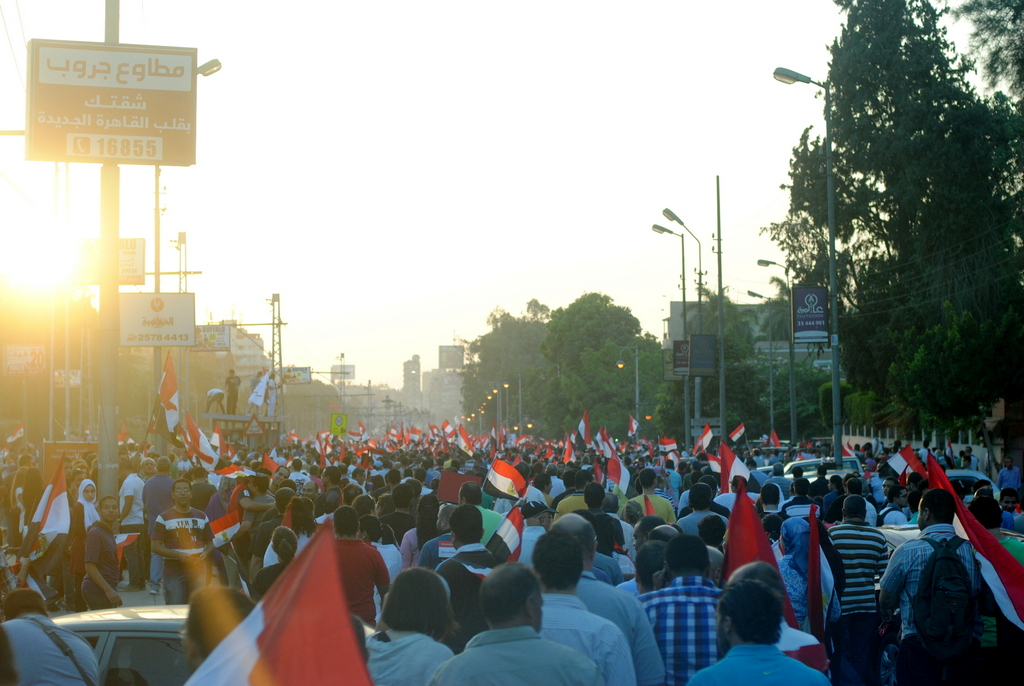
Anti-Morsidemonstratie, 28 juni

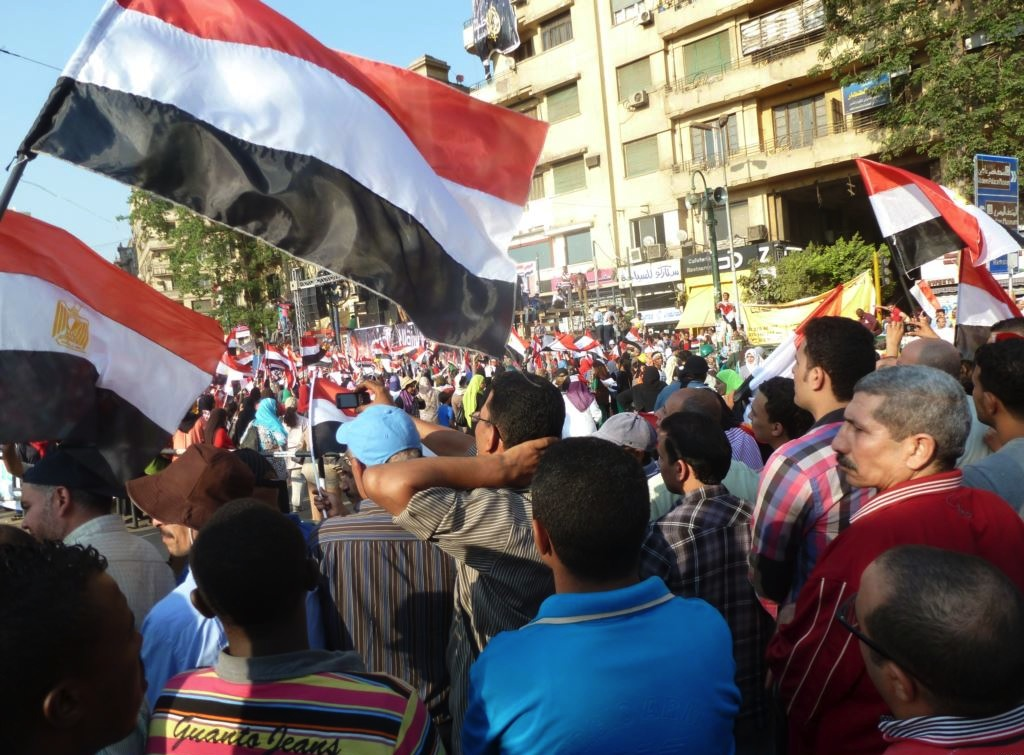
Voortgaand protest, 7 juli

De handtekeningencampagne leidde tot massademonstraties in geheel Egypte, totdat het leger de regering van Morsi op 3 juli 2013 afzette. Toen de demonstraties ook erna door bleven gaan, bleef ook Tamarod meedoen aan de protesten, met eisen voor snelle parlementsverkiezingen en voor het nakomen van de eisen die waren gesteld tijdens de Egyptische Revolutie.
Net als de leiders van andere politieke partijen en bewegingen, spraken ook drie leiders van Tamarod met overgangspresident Adly Mansour over de toekomst van Egypte. Verder werden Badr en Aziz opgenomen in een commissie van vijftig leden die de nieuwe grondwet samenstelde.

## Vervolgkoers
Badr had er vanaf het begin van de campagne herhaaldelijk voor gepleit de Opperste Raad van de Strijdkrachten (SCAF) uit de politiek te weren. In contrast hiermee zat hij op 3 juli in eigen persoon naast generaal Sisi toen die het einde van de regering van Morsi afkondigde. Ook werd hij bij het politieke proces betrokken, zoals in besprekingen met de overgangsregering en bij de vorming van de nieuwe grondwet. In december 2013 steunde hij een eventueel kandidaatschap van Sisi zelfs, indien die zou meedoen aan de presidentsverkiezingen. Sisi is bij veel Egyptenaren weliswaar populair, omdat hij een eind aan het bewind van Morsi heeft gebracht, maar binnen Tamarod zijn de meningen over hem sterk verdeeld.
De Morsi-aanhangers reageerden op de afzetting van hun leider met maandenlange betogingen en rellen, waarbij honderden aanhangers om het leven kwamen. Ondertussen stemde de grondwetgevende vergadering op 2 oktober voor het schrijven van een nieuwe grondwet. 
Tamarod besloot hierop om op 6 oktober een tegendemonstratie te organiseren als steunbetuiging voor de huidige politieke koers en voor de vorming van een nieuwe grondwet. 6 oktober is dezelfde dag waarop in Egypte jaarlijks Strijdkrachten Dag wordt gevierd.
Begin november 2013 was de beweging in het nieuws, toen het aankondigde samen met de Egyptische Sociaaldemocratische Partij een alliantie te willen vormen tijdens de parlementsverkiezingen in juni 2014. Daarna volgden ook aankondigingen van samenwerking met andere groeperingen.
In november 2013 was er intern veel beroering, onder meer toen een groep coördinatoren zeven leden van Tamarod onderwierpen aan een intern verhoor. Volgens de coördinatoren zouden ze zich schuldig hebben gemaakt aan het misbruiken van de beweging, het nemen van beslissingen zonder andere leden te raadplegen en het betrekken van de beweging bij politieke beslissingen waar geen overeenstemming over is. Ondervraagd werden in dit kader de oprichters Mahmoud Badr en Mohamed Abdel Aziz, de leidende figuren Mohamed Heikal, Khaled al-Qady en Mai Wahaba en de woordvoerders Hassan Shahin en Mohamed Nabawy.